# Susan Hoecke
Susan Hoecke (Berlino Est, 23 luglio 1981) è un'attrice e modella tedesca.
In Italia è conosciuta per la sua partecipazione come attrice nella soap opera tedesca Tempesta d'amore.

## Biografia
Nata in quella che all'epoca era la RDT, Susan ha partecipato ai concorsi di bellezza Miss Germania e Miss Mondo. Tra i ruoli da lei interpretati come attrice figura quello di Viktoria Tarrasch, nella soap opera Sturm der liebe, trasmessa in Italia da Mediaset con il titolo di Tempesta d'amore, dove il suo personaggio è entrato nel cast nel 2007 (episodio 329) ed uscito nel maggio del 2009.
Il 31 maggio 2008, a Nola  (NA), insieme a Martin Gruber (Felix Tarrasch), riceve, per l'interpretazione in Tempesta d'amore, un riconoscimento speciale nell'ambito del Premio Napoli Cultural Classic, consegnato da Lorenzo Patanè, che anch'esso riceve il premio. Il giorno successivo si svolge il primo raduno dei fans italiani di questa soap amatissima in vari paesi del mondo.
Nel 2009 gira, tra l'altro, il film televisivo Utta Danella - Was ich an die liebe, nel cui cast è presente Martin Gruber.

## Vita privata
Ha frequentato brevemente l'attore Jude Law nel 2007.

## Filmografia parziale

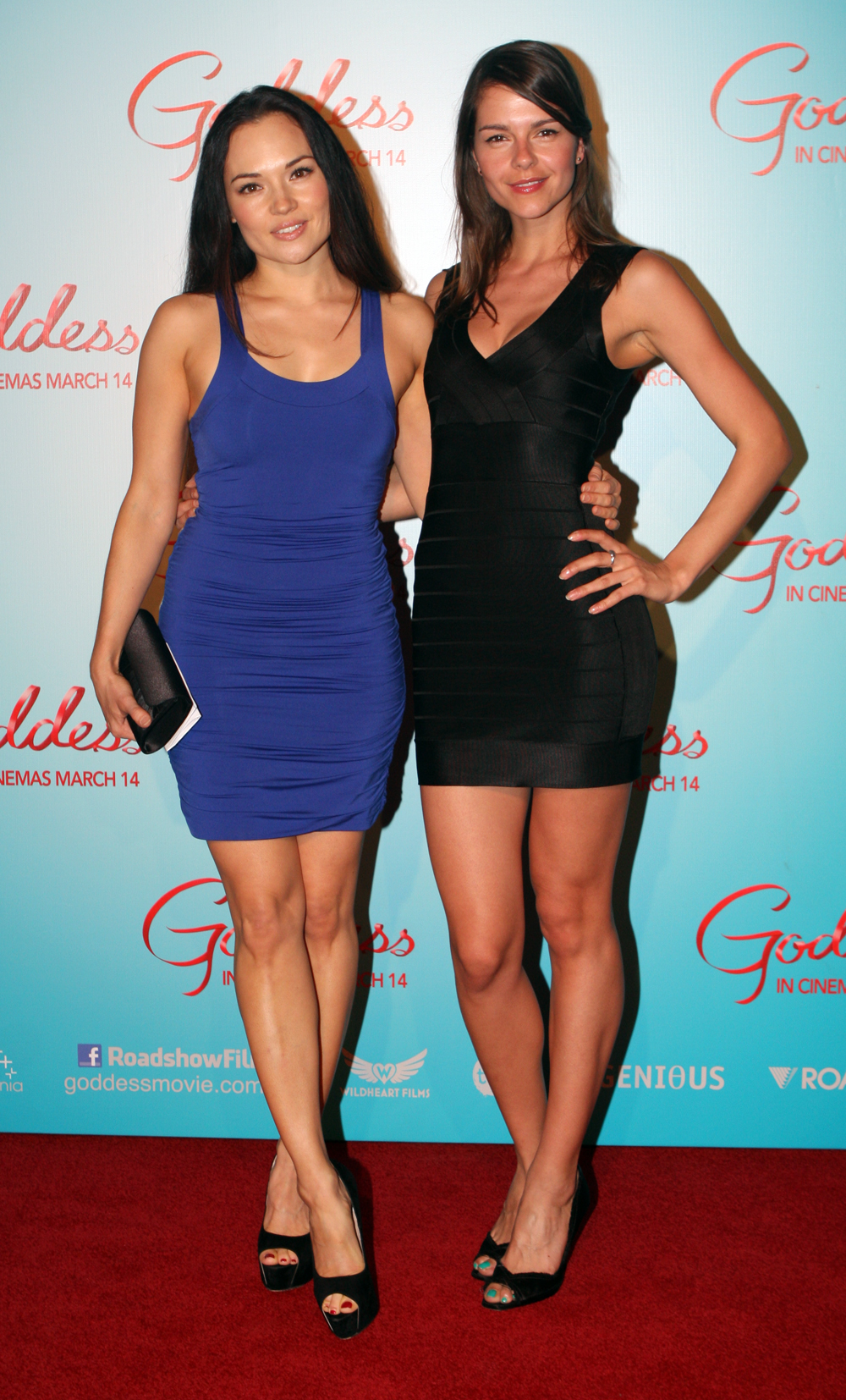
Tasneem Roc e Susan Hoecke

- 18 - Allein unter Mädchen – serie TV, 20 episodi (2004-2007)
- Sex Up - Ich könnt' schon wieder, regia di Florian Gärtner – film TV (2005)
- Verliebt in Berlin – serial TV (2005)
- Tempesta d'amore (Sturm der Liebe) – serial TV, 72 puntate (2007-2009)
- Der Lehrer – serie TV, 4 episodi (2009)
- Utta Danella - Wachgeküsst (2011)
- Rosamunde Pilcher - Una causa persa (Rosamunde Pilcher: Anwälte küsst man nicht), regia di Michael Keusch (2014)
- Squadra Speciale Cobra 11 (Alarm für Cobra 11 – Die Autobahnpolizei) – serie TV, 6 episodi (2015)
- Inga Lindström – Tutti pazzi per Elin (Inga Lindström – Alle lieben Elin), regia di Ulli Baumann (2016)
- Triple Ex – serie TV, 7 episodi (2017)
- In aller Freundschaft – serie TV, 5 episodi (2017)
- Bettys Diagnose – serie TV, 1 episodio (2017)

## Doppiatrici italiane
Nelle versioni in italiano dei suoi film, Susan Hoecke è stata doppiata da:
- Francesca Manicone in Inga Lindström – Tutti pazzi per Elin
- Domitilla D'Amico in Rosamunde Pilcher - Una causa persa
- Giò Giò Rapattoni in Squadra Speciale Cobra 11
- Angela Brusa in Tempesta d'amore